# Frank J. Coleman
Pour les articles homonymes, voir Coleman.
Frank J. Coleman, né le 1er janvier 1889 à Newburgh (État de New York) et mort le 29 novembre 1948 à Los Angeles (Californie), est un acteur américain.

## Filmographie partielle
(CM = court métrage)
- 1916 : Charlot chef de rayon (CM) de Charlie Chaplin : le concierge
- 1916 : Charlot pompier (CM) de Charlie Chaplin : un pompier
- 1916 : Charlot musicien (CM) de Charlie Chaplin : un musicien
- 1916 : Charlot usurier (CM) de Charlie Chaplin : le policeman
- 1916 : Charlot patine (CM) de Charlie Chaplin : le patron du restaurant
- 1917 : Charlot policeman (CM) de Charlie Chaplin : un agent de police
- 1917 : Charlot fait une cure (CM) de Charlie Chaplin : le directeur de la station thermale
- 1917 : L'Émigrant (CM) de Charlie Chaplin : joueur à bord du navire / propriétaire du restaurant
- 1917 : Charlot s'évade (CM) de Charlie Chaplin : gardien de prison poursuivant Charlot